# 伊森·索普
伊森·索普（英語：Ethan Suplee、1976年5月25日—）是一位美國演員，最有名於《野獸良民》中飾演Seth Ryan，《熱血強人》的Louie Lastik，《淘氣小子看世界》的Frankie，《爛佬贖罪記》的Randy Hickey，《華爾街狼人》的Toby，以及凱文·史密斯的電影內的角色。

## 早年
索普出生在紐約市曼哈頓區。他是黛比（Debbie）與比爾·索普的兒子，父母都是在百老匯演出的演員。在索普1歲時，全家搬往洛杉磯。

## 生涯
他在1995年出演了自己的首部電影《耍酷一族》。1994年開始，他開始出演情景喜劇《淘氣小子看世界》。他是一名山達基（科學教）教徒。
2019年參演電影《恶猎游戏》。
2010年參演電影《煞不住》。

## 外部連結
- 官方网站
- 伊森·索普在互联网电影资料库（IMDb）上的資料（英文）
- 伊森·索普的X（前Twitter）